# Leratiomyces percevalii
Leratiomyces percevalii är en svampart som först beskrevs av Berk. & Broome, och fick sitt nu gällande namn av Bridge & Spooner 2008. Leratiomyces percevalii ingår i släktet Leratiomyces och familjen Strophariaceae.   Inga underarter finns listade i Catalogue of Life.